# Bernard Barmasai
Bernard Barmasai, född 6 maj 1974 i Keiyo, är en kenyansk friidrottare (hinderlöpare).
Barmasai höll världsrekordet på 3 000 meter hinder 1997–2001, då Brahim Boulami slog det.
Barmasai har deltagit i flera större mästerskap utan att lyckas vinna. Bäst gick det vid VM 1997 och VM 2001 då han blev trea. Han har även deltagit i de olympiska sommarspelen 2000 och slutade där fyra. Barmasai tävlar i dag i maraton.